# Standing Pine
Standing Pine es un lugar designado por el censo del Condado de Leake, Misisipi, Estados Unidos. Según el censo de 2000 tenía una población de 509 habitantes y una densidad de población de 61.2 hab/km².

## Demografía
Según el censo de 2000, había 509 personas, 135 hogares y 112 familias residiendo en la localidad. La densidad de población era de 61,2 hab./km². Había 143 viviendas con una densidad media de 17,2 viviendas/km². El 16,11% de los habitantes eran blancos, el 1,18% afroamericanos, el 82,12% amerindios, el 0,59% de otras razas y el 0,00% pertenecía a dos o más razas. El 1,18% de la población eran hispanos o latinos de cualquier raza.
Según el censo, de los 135 hogares en el 43,7% había menores de 18 años, el 48,9% pertenecía a parejas casadas, el 24,4% tenía a una mujer como cabeza de familia y el 16,3% no eran familias. El 15,6% de los hogares estaba compuesto por un único individuo y el 5,2% pertenecía a alguien mayor de 65 años viviendo solo. El tamaño promedio de los hogares era de 3,77 personas y el de las familias de 4,04.
La población estaba distribuida en un 42,8% de habitantes menores de 18 años, un 10,2% entre 18 y 24 años, un 26,9% de 25 a 44, un 15,7% de 45 a 64 y un 4,3% de 65 años o mayores. La media de edad era 22 años. Por cada 100 mujeres había 93,5 hombres. Por cada 100 mujeres de 18 años o más, había 94,0 hombres.
Los ingresos medios por hogar en la localidad eran de 36.538 dólares ($) y los ingresos medios por familia eran 28.558 $. Los hombres tenían unos ingresos medios de 20.833 $ frente a los 18.566 $ para las mujeres. La renta per cápita para la ciudad era de 10.111 $. El 15,4% de la población y el 10,1% de las familias estaban por debajo del umbral de pobreza. El 20,5% de los menores de 18 años y el 0,0% de los habitantes de 65 años o más vivían por debajo del umbral de pobreza.

## Geografía
Según la Oficina del Censo de los Estados Unidos, la localidad tiene un área total de 8,3 km², todos ellos correspondientes a tierra firme.